# Georges Chappe
Georges Chappe (Marseille, 5 maart 1944) is een Frans voormalig wielrenner. Hij was beroepsrenner tussen 1964 en 1972 en gold als een belangrijke knecht van Raymond Poulidor. In 1971 werd hij laatste in het eindklassement van de Ronde van Frankrijk en werd zo 'drager van de rode lantaarn'. Zijn bijnaam was JoJo.

## Belangrijkste overwinningen
1963
- Wereldkampioen 100 km ploegentijdrit
- Ploegentijdrit op de Middellandse Zeespelen

1967
- Parijs-Camembert

1968
- 4e etappe Ronde van Frankrijk

1970
- Parijs-Camembert
- Internationaal Wegcriterium

## Resultaten in voornaamste wedstrijden
| Jaar | Ronde van Italië | Ronde van Frankrijk | Ronde van Spanje |
| ---- | ---------------- | ------------------- | ---------------- |
| 1965 |                  | opgave              | 36e              |
| 1966 |                  |                     |                  |
| 1967 |                  | 37e                 | 56e              |
| 1968 |                  | 42e (1)             |                  |
| 1969 |                  | buiten tijd         |                  |
| 1970 |                  | 84e                 |                  |
| 1971 |                  | 94e (laatste)       | 61e              |
| 1972 |                  | 50e                 |                  |

| Jaar | Milaan-San Remo | Ronde van Vlaanderen | Parijs-Roubaix | Amstel Gold Race | Parijs-Tours | Bretagne Classic |
| ---- | --------------- | -------------------- | -------------- | ---------------- | ------------ | ---------------- |
| 1965 |                 |                      | 69e            |                  | 69e          |                  |
| 1966 | 91e             |                      |                |                  | 66e          |                  |
| 1967 | 74e             | 42e                  | 69e            | 8e               |              | Zilver           |
| 1968 |                 |                      |                |                  |              |                  |
| 1969 | 89e             |                      |                |                  | 75e          |                  |
| 1970 |                 |                      |                |                  |              |                  |
| 1971 |                 |                      |                |                  | 74e          |                  |
| 1972 |                 |                      | 41e            |                  |              |                  |